# Nungal
Nungal was in de Sumerische mythologie een godin van de onderwereld. Haar functie was het najagen en opsluiten van zondaars. Haar moeder was Eresjkigal.
Ur-Nungal was de zoon van Gilgamesj aan wien deze de heerschappij over zijn rijk toevertrouwde, terwijl hijzelf eropuit trok om het eeuwige leven te gaan zoeken.